# Mergen Mämmedow
Mergen Mämmedow (* 24. Dezember 1990 in Dschilikul, TaSSR, Sowjetunion) ist ein turkmenischer Leichtathlet, der sich auf den Hammerwurf spezialisiert hat und in dieser Disziplin Inhaber des turkmenischen Landesrekords ist.

## Sportliche Laufbahn
Erste Erfahrungen bei internationalen Meisterschaften sammelte Mergen Mämmedow im Jahr 2007, als er bei den Jugendweltmeisterschaften in Ostrava mit einer Weite von 55,74 m in der Qualifikationsrunde im Hammerwurf ausschied. 2012 nahm er erstmals an den Olympischen Sommerspielen in London teil, verpasste dort aber mit 68,39 m den Finaleinzug. Im Jahr darauf verbesserte er den turkmenischen Landesrekord auf 74,01 m und anschließend gelangte er bei der Sommer-Universiade in Kasan mit 69,78 m auf Rang elf. 2014 belegte er bei den Asienspielen in Incheon mit 68,68 m den siebten Platz und im Jahr darauf gelangte er bei den Asienmeisterschaften in Wuhan mit 65,89 m ebenfalls aus Rang sieben. 2017 erreichte er bei den Islamic Solidarity Games in Baku mit 66,52 m Rang sechs und im Jahr darauf brachte er bei den Asienspielen in Jakarta keinen gültigen Versuch zustande. 2019 erreichte er bei den Asienmeisterschaften in Doha das Finale, blieb aber auch dort ohne eine gültige Weite. 2021 nahm er erneut an den Olympischen Sommerspielen in Tokio teil und schied dort mit 67,53 m in der Qualifikationsrunde aus. Im Jahr darauf belegte er bei den Islamic Solidarity Games in Konya mit 68,40 m den vierten Platz und 2023 wurde er bei den Asienmeisterschaften in Bangkok mit 61,38 m Zehnter. Anschließend erreichte er bei den Asienspielen in Hangzhou mit 66,93 m den neunten Platz. 2025 wurde er bei den Asienmeisterschaften in Gumi mit 62,34 m Zehnter.
In den Jahren 2012 und 2015 sowie von 2018 bis 2021 und 2024 wurde Mämmedow turkmenischer Meister im Hammerwurf sowie 2012 im Speerwurf.

## Persönliche Bestzeiten
- Hammerwurf: 74,01 m, 16. Juni 2013 in Almaty (turkmenischer Rekord)
- Speerwurf: 60,25 m, 27. Mai 2012 in Aşgabat